# الثورة الخضراء

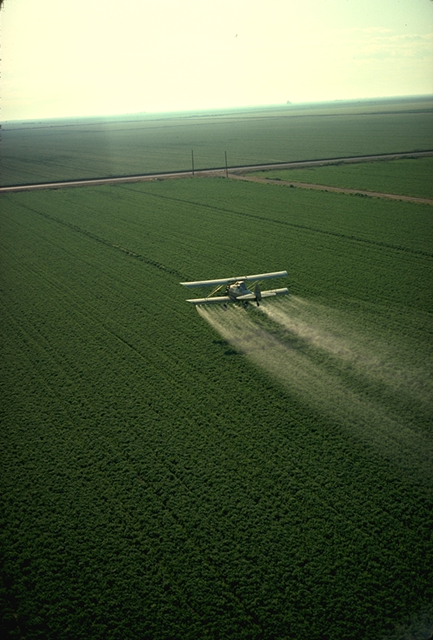

الثورة الخضراء هي قفزة نوعية في الإنتاج الزراعي نتجت عن زيادة استخدام تقنيات مختلفة مثل مبيدات الحشرات ومبيدات الأعشاب والأسمدة وكذلك ضروب جديدة من المحاصيل عالية الغلة في العقود التي تلت الحرب العالمية الثانية. أدت الثورة الخضراء إلى زيادة كبيرة في الإنتاج العالمي من الغذاء مما قلص مشاكل الجوع والمجاعات.
تشير الثورة الخضراء إلى سلسلة من الأبحاث والتطوير ونقل التكنولوجيا والمبادرات، التي حدثت بين سنوات أربعينيات القرن العشرين وحتى أواخر سبعينيات القرن العشرين، والتي زادت الإنتاج الزراعي في جميع أنحاء العالم، وبالذات في أواخر ستينيات القرن العشرين.
تضمنت الثورة الخضراء مبادرات تطوير أصناف عالية الغلة من الحبوب، والتوسع في البنية الأساسية للري، وتحديث أساليب الإدارة، وتوزيع البذور المهجنة، والأسمدة الصناعية والمبيدات للمزارعين.
استخدم مصطلح «الثورة الخضراء» لأول مرة في عام 1968 على لسان المدير السابق للوكالة الأمريكية للتنمية وليم زينة، الذي لاحظ انتشار التكنولوجيات الجديدة، وقال:
«هذه التطورات وغيرها في مجال الزراعة تحتوي على ما يؤهلها لثورة جديدة، وهي ليست ثورة عنيفة مثلها في ذلك مثل الثورة السوفييتية الحمراء، كما أنها ليست ثورة بيضاء مثلها في ذلك مثل شاه إيران، أسميها الثورة الخضراء.»
تم الحكم على التنمية الزراعية التي بدأت في المكسيك في عام 1943 على يد العالم نورمان بورلاوج باعتبارها نجاحا. وسعت مؤسسة روكفلر لنشر هذا النجاح وتعميمه على الدول الأخرى. أصبح مكتب الدراسات الخاصة في المكسيك والبحوث مؤسسة دولية غير رسمية في عام 1959، وفي عام 1963 أطلق عليه رسميا اسم «سيميت» (بالإسبانية: CIMMYT)‏ (المركز الدولي لتحسين الذرة والقمح).
في عام 1961 كانت الهند على شفا مجاعة جماعية. ودعي بورلاوج إلى الهند من قبل مستشار وزير الزراعة الهندي سواميناثان. على الرغم من العقبات البيروقراطية التي تفرضها احتكارات الحبوب في الهند، تعاونت مؤسسة فورد والحكومة الهندية لاستيراد بذار القمح من سيميت. وقد تم اختيار ولاية البنجاب الهندية من قبل الحكومة لتكون أول موقع لمحاولة زراعة محاصيل جديدة بسبب إمدادات مياه يمكن التعويل عليها وإضافة إلى تاريخ من النجاح الزراعي في هذه الولاية. بدأت الهند برنامجها للثورة الخضراء بتربية النباتات، وتنمية الري، واستعمال الكيماويات الزراعية.
اعتمدت الهند أصنافًا متنوعة من الأرز شبه القزم (IR8) التي وضعها المعهد الدولي لبحوث الأرز (بالإنجليزية: IRRI)‏، وكانت إنتاجيتها أعلى من السابق خصوصًا مع إضافة الأسمدة والري. في عام 1968، نشر مهندس زراعي هندي استنتاجاته عن إنتاجية أرز IR8 التي وصلت إلى 5 أطنان في الهكتار الواحد بدون الأسمدة. كان هذا الإنتاج يماثل عشرة أضعاف إنتاج محاصيل الأرز التقليدية. كانت أصناف IR8 ناجحة في جميع أنحاء آسيا، وأطلق عليها اسم «الأرز المعجزة». وقد وضعت أيضا IR8 في أصناف شبه قزمة (بالإنجليزية: IR36)‏.

## الإنتاج الزراعي والأمن الغذائي

### التقنيات
ساهمت الثورة الخضراء في انتشار التقنيات القائمة أصلًا، والتي لم تُطبّق على نطاق واسع خارج حدود الدول الصناعية. استخدمت الثورة الخضراء نوعين من التقنيات التي استهدفت مناطق الحراثة وتربية الحيوانات على التوالي. تهدف التقنيات المستخدمة في الحراثة إلى توفير ظروف نمو ممتازة، إذ تضمّنت مشاريع حديثة للري، ومبيدات الآفات، والأسمدة النيتروجينية الاصطناعية. تهدف تقنيات تربية الحيوانات إلى تحسين أصناف المحاصيل المختلفة التي طورتها الأساليب التقليدية القائمة على العلوم المتاحة في ذلك الوقت، إذ تضمنت هذه التقنيات أساليب تهجينية تجمع ما بين علم الوراثة الحديث والانتقاء.

#### الأصناف عالية الإنتاج
أسفر تطور تقنيات الثورة الخضراء الجديدة عن إنتاج مستنبتات جديدة من القمح. حسّن العلماء الزراعيون مستنبتات الذرة والقمح والأرز، التي يُشار إليها عمومًا بـ«إتش واي في» أو «الأصناف عالية الإنتاج». تمتلك الأصناف عالية الإنتاج قدرة أكبر على امتصاص النيتروجين مقارنة بالأصناف الأخرى. حُسّنت الحبوب عن طريق إضافة جينات شبه متقزّمة إلى مجموعها المورثي، وذلك نظرًا إلى سقوطها قبل الحصاد عند امتصاصها كمية إضافية من النيتروجين. طوّر العالم الزراعي الياباني جونجيرو إينازوكا مستنبت القمح الياباني القزم نورين 10، إذ أرسله سيسيل سالمون إلى أورفيل فوغل في جامعة ولاية واشنطن؛ لعب هذا المستنبت دورًا أساسيًا في تطوير مستنبتات القمح المرتبطة بالثورة الخضراء. طوّر معهد بحوث الأرز العالمي أول أصناف الأرز عالي الإنتاج الذي انتشر على نطاق واسع تحت اسم آي آر 8، إذ استُحدث من خلال تهجين أصناف إندونيسية تُسمّى «بيتا»، وأصناف صينية تُسمّى «دي-جيو-وو-جين». واجهت آسيا أزمة غذائية في ستينيات القرن الماضي، فانتشرت زراعة الأرز عالي الإنتاج بشكل مكثف.
حسّن الدكتور نورمان بورلاوج، الذي يُعرف بلقب «أبو الثورة الخضراء»، أصنافًا مقاومة للصدأ وذات سيقان قوية وثابتة لمنعها من السقوط في ظل الظواهر المناخية الشديدة وعند تعريضها لمستويات عالية من الإخصاب. نظّم المركز الدولي لتحسين الذرة الصفراء والقمح برامج لتحسين النوع النباتي، إذ ساعد في نشر الأصناف عالية الإنتاج في المكسيك وبعض الدول الآسيوية مثل الهند وباكستان. نجحت هذه البرامج في مضاعفة الحصاد في هذه البلدان.
اكتشف علماء النبات العديد من المعايير المرتبطة بالإنتاج العالي، وحدّدوا الجينات ذات الصلة والقادرة على التحكم بارتفاع النباتات وعدد الأشطاء. أسفر تقدّم علم الوراثة الجزيئي عن استنساخ الجينات الطافرة المسؤولة عن جينات رشاد أذن الفأر (جي إيه 20-أوكسيداز، جي إيه 1، جي إيه 1-3)، وجينات القمح ذي الارتفاع المنخفض (آر إتش تي)، وجين الأرز شبه المتقزّم (إس دي 1). حُدّدت هذه الجينات بصفتها جينات الجبرلين الاصطناعية الحيوية أو جينات مركّبة من الإشارات الخلوية. يُقلل النمو الساقي في الخلفية الطافرة إلى حد كبير، ما يؤدي إلى ظهور نمط التقزّم الظاهري. يُقلل توظيف التركيب الضوئي في الساق إلى حد كبير، إذ تُعتبر النباتات الأقصر أكثر استقرارًا بطبيعتها من الناحية الميكانيكية. يُعاد توجيه التمثيل إلى إنتاج الحبوب، الأمر الذي يضاعف تأثير الأسمدة الكيميائية على الإنتاج التجاري.
تتفوق الأصناف عالية الإنتاج على الأصناف التقليدية في ظل تواجد الري الملائم، ومبيدات الآفات، والأسمدة. قد تتفوق الأصناف التقليدية على الأصناف عالية الإنتاج في حال عدم توافر هذه العناصر. لذلك طعن العديد من المؤلفين في التفوق الظاهري للأصناف عالية الإنتاج؛ لا بعد مقارنتها بالأصناف التقليدية وحسب، بل عند مقارنة النظام الزراعي الأحادي المرتبط بالأصناف عالية الإنتاج مع النظام الزراعي المتعدد المرتبط بالأصناف التقليدية.

### زيادات في الإنتاج
ارتفع معدل إنتاج الحبوب إلى أكثر من الضعف في الدول النامية بين عامي 1961 و1985، إذ زاد إنتاج الأرز والذرة والقمح بانتظام خلال تلك الفترة. يمكن عزو هذه الزيادات في الإنتاج إلى الري والأسمدة وتطوير البذور على حد سواء، وذلك بالنسبة للأرز الأسيوي على أقل تقدير.
ازداد الإنتاج الزراعي بفضل الثورة الخضراء، إذ زادت مدخلات الطاقة المستخدمة لإنتاج المحاصيل بشكل أسرع، بينما انخفضت نسبة المحاصيل المنتجة إلى مدخلات الطاقة مع مرور الوقت. تعتمد تقنيات الثورة الخضراء اعتمادًا كبيرًا على الآلات الزراعية، والأسمدة الكيميائية، ومبيدات الآفات، ومبيدات الأعشاب، ونازع ورق الشجر (الذي أصبح معتمدًا على النفط الخام أو مُشتقًا منه بدءًا من عام 2014، ما جعل الزراعة أكثر اعتمادًا على استخراج النفط الخام). يخشى أنصار نظرية ذروة النفط من انخفاض الإنتاج الغذائي أو حدوث كارثة مالتوس بعد انخفاض إنتاج النفط والغاز المستقبلي.

### التأثيرات على الأمن الغذائي
يصعب تقدير آثار الثورة الخضراء على الأمن الغذائي العالمي، وذلك بسبب التعقيدات التي تنطوي عليها النظم الغذائية.
ازداد التعداد السكاني العالمي خمسة مليارات نسمة منذ بداية الثورة الخضراء، إذ يعتقد العديد أن الثورة الخضراء حالت دون تفاقم حالات المجاعات وسوء التغذية. شهدت الهند ارتفاعًا في إنتاجها السنوي للقمح، إذ ارتفع من 10 ملايين طن سنويًا في ستينيات القرن الماضي، إلى 73 مليون طن في عام 2006. يستهلك الشخص العادي سعرات حرارية أكثر بنسبة 25% يوميًا مقارنة بالسعرات الحرارية التي كان يستهلكها قبل الثورة الخضراء. غيّرت الثورة الخضراء مفهوم الزراعة في جميع أنحاء العالم بين عامي 1950 و 1984، ما أسفر عن زيادة الإنتاج العالمي للحبوب بنسبة 160%.
هنالك ادعاءات متمثلة بارتباط الثورة الخضراء بجوانب القصور في الأمن الغذائي لعدد كبير من الناس، إذ يدور أحد هذه الادعاءات حول تحويل الأراضي الزراعية القائمة على الكفاف إلى أراضي زراعية مهيئة لإنتاج الحبوب بهدف التصدير أو تأمين علف الحيوانات. على سبيل المثال، استبدلت الثورةُ الخضراء بالأراضي المُستخدمة في زراعة البقول (التي يتغذى عليها الفلاحون الهنود) أراضيَ مُستخدمةً في زراعة القمح، الذي لم يعد يشكّل عنصرًا مهمًا في النظام الغذائي للفلاحين.

### الأمن الغذائي

#### النقد المالتوسي
تنطوي بعض الانتقادات عمومًا على بعض الاختلافات المتعلقة بمبدأ مالتوس السكاني. تدور هذه المخاوف غالبًا حول فكرة عدم استدامة الثورة الخضراء، وحالة الانفجار السكاني التي بلغت مداها في ما يتعلق بالقدرة الاستيعابية المستدامة والمتطلبات البيئية في كوكب الأرض.
فشلت توقعات مالتوس الأكثر تطرفًا في التبلور مرارًا وتكرارًا رغم وفاة 36 مليون شخص سنويًا نتيجة للجوع وسوء التغذية بشكل مباشر أو غير مباشر. تنبأ توماس مالتوس بوقوع المجاعة الوشيكة في عام 1798. تضاعف عدد سكان العالم بحلول عام 1923، وتضاعف مجددًا بحلول عام 1973 دون تحقيق نبوءة مالتوس. صرّح مناصر نظرية مالتوس بول آر. إرليخ في كتابه لعام 1968 القنبلة السكانية بأن «الهند لن تتمكن من إطعام مئتي مليون شخص آخر بحلول عام 1980» وبأن «مئات الملايين من الناس سيتضورون جوعًا حتى الموت بغض النظر عن وجود برامج مكثفة». فشلت تحذيرات إرليخ عند تحقيق الهند اكتفائها الذاتي في إنتاج الحبوب بحلول عام 1974 (أي بعد 6 سنوات) نتيجة اعتماد أصناف القمح القزم التي ابتكرها نورمان بورلاوج.
على الرغم من ذلك، أدرك بورلاوج تداعيات النمو السكاني تمامًا. قدّم بورلاوج أفكارًا لتحسين الإنتاج الغذائي مرارًا وتكرارًا في محاضرته التي ألقاها بمناسبة فوزه بجائزة نوبل، إذ أظهر خلالها فهمًا رصينًا لسياق التعداد السكاني. «حقّقت الثورة الخضراء نجاحًا مؤقتًا في حرب الإنسان ضد الجوع والحرمان؛ لقد أعطت الإنسان فرصة لالتقاط أنفاسه. تستطيع الثورة توفير الغذاء الكافي للعيش خلال العقود الثلاثة المقبلة، في حال طُبّقت بحذافيرها. لكن يجب كبح القوة المخيفة للتكاثر البشري، وإلا سيكون نجاح الثورة الخضراء سريع الزوال وحسب. ما زالت قدرة الناس على فهم حجم «الوحش السكاني» وخطره محدودة ... بما أن الإنسان قد يكون كائنًا عقلانيًا، فإنني على ثقة بأنه سيدرك توجهه نحو المسار التدميري الواقع على طريق النمو السكاني المستهتر...».